# Rina Penso
Rina M.E. Penso (Curaçao, 26 oktober 1927) is een voormalig Curaçaos actrice en zangeres. Ze is een van de grootste actrices van Curaçao.

## Leven
Rina Penso werd geboren als dochter van Maria Leocadia Maduro de Penso. Zij was jarenlang als ambtenaar werkzaam bij de dienst burgelijke stand, bevolkingsregister en verkiezingen. Acteren en zingen was haar passie. In haar vrije tijd speelde ze toneel en was lid van het gemengde koor 'Orfeon Crescendo'. Later stapte zij over naar het gospelkoor 'Vivienne Frans i Kompania'. 
Haar artistieke carrière in theater en film begint in 1960 en strekt zich uit over ruim vijf decennia. Haar eerste successen behaalde ze met haar acteerwerk in de toneelstukken Laiza Porko Sushi (Pygmalion, 1960), Bai bini bon mi amor (Boeing Boeing, 1964) en Maribel (1966, Maribel y la extraña familia van Miguel Mihura). Alle drie waren werken van het wereldrepertoire vertaald in het Papiaments door May Henriquez. Ook op radio Curom was ze populair vanwege haar rol in het hoorspel Mujeres de la Historia en de verhalen van Luis Daal. In 1973 was ze een gastster in Venezuela voor het toneelstuk El delito en la isla de las Cabras van de Compañia Profesional de Teatro de Venezuela, dat tevens hetzelfde jaar op Curaçao werd opgevoerd. Als actrice verscheen ze ook op het Nederlands toneel. Zo speelde ze in 1990 in een voorstelling van John Leerdam en Ad van Kempen voor Theater Cosmic: Seis den Un / Zes in één. Deze voorstelling was een aaneenschakeling van zes monologen die, naast Penso, gespeeld werden door Laura Quast, Diana Lebacs, Annemarie Braafheid, Norma Cova en Greta Trapenberg. 
In 1967 is ze medeoprichter van Thalia, een amateur theatergroep waarin ze actief was als actrice. Zij schreef vertalingen van theatrale literatuur in het Papiaments. In haar latere jaren maakte zij deel uit van de theatergroep: 'Ankrá na Otro' (Aan Elkaar Gehecht).
Penso speelde in verschillende films, waaronder Almacita de Desolato (1986) van Felix de Rooy naar het scenario van Norman de Palm, Ava y Gabriel (1990) en in de korte film La Dama Blanca (2021), die de internationale prijs voor Caribische film won tijdens het Caribbean Tales Filmfestival in Canada.  Voor televisie speelde ze in Mi Yu ta Inosente (Mijn zoon is onschuldig) (1972), Despensa, number robes (1981), Hartelijke Groeten (1983, Nederlandse serie), alsmede in Famia Kibrá (1981, serie in drie afleveringen) en Boka Sanantonio (1989) van regisseur Pacheco Domacassé).
Zij werd bekroond als beste actrice op verschillende theaterfestivals, onder andere in Caracas (1971, voor haar solorol in de eenakter Sorry, wrong number) en Aruba (1976, voor haar rol in The Typist). Zij ontving diverse onderscheidingen in het Caribisch gebied en Latijns-Amerika, waaronder de eremedaille in goud (1972) en de bevordering tot ridder in de Orde van Oranje-Nassau (2012), Cola Debrotprijs (1982), Tapushi Literario (2008) en het Krus di Mérito Kòrsou (2021).
Tijdens het Curaçao International Film Festival Rotterdam van 2016 ging een documentaire over haar leven in première, getiteld Mi ta hasi mi kos (Ik doe gewoon mijn ding) en geproduceerd door Wilma Ligthart. In 2017 ontving ze een erkenning in Nederland van de Vereniging Antilliaans Netwerk.

## Werk

### Theater
- Laiza Porko Sushi (1960)
- Bai bini bon, mi amor (1964)
- Maribel (1966)
- Sorry, wrong number (1967, in het Engels)
- Gai bieuw ta traha soppi sterki (1968)
- Kani mi pa mi kani bo (1969)
- El Delito en la isla de las Cabras (1973, in het Spaans)
- Porta Será (1973)
- Barku riba anker (1974)
- Kelki na Boka (1975)
- De Meiden (1975)
- The Typist (1976, in het Engels)
- Nos dianan perdi (1977)
- Kaster Pushi (1979)
- Seis den Un (1990)
- Hot Flashes (1993)
- Un Anochi Largu (2012)

### Film
- Almacita di Desolato (1986)
- Ava i Gabriel (1990)
- La Dama Blanca (2021)